# Astroblepus heterodon
Astroblepus heterodon är en fiskart som först beskrevs av Regan, 1908.  Astroblepus heterodon ingår i släktet Astroblepus och familjen Astroblepidae. Inga underarter finns listade.